# BV Paykan
BV Paykan är volleybollsektionen av multisportklubben BFV Paykan som grundades 1967. Klubben har sitt säte i Teheran och ägs av biltillverkaren Iran Khodro. Den grundades 1967. Herrlaget har varit mest framgångsrikt med 12 vunna iranska mästerskap, 8 vunna asiatiska mästerskap samt en tredjeplats i världsmästerskapet i volleyboll för klubblag som främsta meriter. Damlaget har vunnit iranska mästerskapet en gång